# 金時計
金時計（きんどけい）とは、側（ケース）と蓋が金でめっきされた、もしくはそれらが金削り出しで作られた時計のこと。たいていは金の懐中時計を指す。

## 金時計の授与
ある組織の中で多大な貢献をした人が定年などでその組織を去るときに功績を称えられ金時計が贈られることがある。

## 大学卒業生に対しての金時計授与
慶應義塾大学は、首席卒業者に対して金時計を授与しており、同学の首席卒業者は「金時計」と通称される。